# Haddaway
Haddaway (Trinidad és Tobago, 1965. január 9. –), születési nevén: Alexander Nestor Haddaway trinidadi énekes, aki 1993-ban vált ismertté a "What Is Love" című dalával, ami az eurodance egyik legismertebb slágere lett.

## Élete
Egy holland–trinidadi vegyesházasságból született, gyerekkorában szülei válása után apjával Európába költözött, majd az USA-ba települt át. A középiskolát Marylandban végezte el 1983-ban, ahol az iskola zenei életében aktívan részt vett. 1989-ben Európába tért vissza, Kölnben telepedett le, ahol focizott, emellett koreográfusként dolgozott.
1993-ban lett ismert a zenei világban, ugyanis ebben az évben jelent meg első albuma Haddaway címmel, amiről az első kislemeze, a What Is Love lett, ami Európa számos országában a listákat vezette, Németországban és az Egyesült Királyságban a 2. helyre került fel, ez év nyarán fellépett Olaszországban a Festivalbaron.
Ezt követte a "Life", utána I miss you, Rock my heart. 1995-ben jelent meg a Drive című albuma, erről a "Fly Away", "Catch a Fire" és a "Lover be thy name" című dalok lettek ismertek.
1998-ban a Diszkópatkányok című film miatt, újra népszerűvé vált a What is love című dala, ezt a dalt a diszkók a mai napig játsszák.
2008-ban ő adta ki az "I love the 90s" című albumot Dr. Alban közreműködésével.

## Diszkográfia

### Stúdióalbumok
| The Album                             | - Megjelenés: 1993 május - Label: Coconut - Formátum: LP, CD, MC                 | 5  | 73 | 12 | —  | 17 | 16 | 5 | 3 | 2  | 9 | 111 | - GER: Platina and Gold in the UK and in France for shipments of 100,000. - AUT: Arany - FIN: Arany - FRA: Arany - SWE: Arany - SWI: Platina - UK: Arany |
| The Drive                             | - Megjelenés: 1995 június 26 - Label: Coconut - Formátum: LP, CD, MC             | 32 | —  | 27 | 18 | —  | 54 | — | — | 10 | — | —   | |
| Let’s Do It Now                       | - Megjelenés: 1998 december 28 - Label: Coconut - Formátum: CD                   | —  | —  | —  | —  | —  | —  | — | — | —  | — | —   | |
| My Face (újrakiadás Love Makescímmel) | - Megjelenés: 2001 szeptember 3 / 2002 július 2 - Label: Terzetto - Formátum: CD | —  | —  | —  | —  | —  | —  | — | — | —  | — | —   | |
| Pop Splits                            | - Megjelenés: 2005 július 18 - Label: Coconut - Formátum: CD, Digitális letöltés | —  | —  | —  | —  | —  | —  | — | — | —  | — | —   | |
| Gotta Be                              | - Megjelenés: 2011 november 4 - Formátum: CD, Digitális letöltés                 | —  | —  | —  | —  | —  | —  | — | — | —  | — | —   | |
| "—" nem volt slágerlistás helyezés.   |                                                                                  |    |    |    |    |    |    |   |   |    |   |     | |

### Válogatás albumok
| Cím                             | Megjelenés                                                                                   |
| ------------------------------- | -------------------------------------------------------------------------------------------- |
| All the Best: His Greatest Hits | - Megjelenés: 2001 április 10 - Label: Sony BMG - Formátum: CD, MC                           |
| Best of Haddaway: What Is Love  | - Megjelenés: 2004 január 5 - Label: BMG Special Products - Formátum: CD, Digitális letöltés |

### Kislemezek
| Év                                  | Dal                                 | Legmagasabb slágerlistás helyezés | Legmagasabb slágerlistás helyezés | Legmagasabb slágerlistás helyezés | Legmagasabb slágerlistás helyezés | Legmagasabb slágerlistás helyezés | Legmagasabb slágerlistás helyezés | Legmagasabb slágerlistás helyezés | Legmagasabb slágerlistás helyezés | Legmagasabb slágerlistás helyezés | Legmagasabb slágerlistás helyezés | Legmagasabb slágerlistás helyezés | Díjak, jelölések                                                                | Album                |
| Év                                  | Dal                                 | GER                               | AUS                               | AUT                               | FIN                               | FRA                               | IRE                               | NL                                | SWE                               | SWI                               | UK                                | US                                | Díjak, jelölések                                                                | Album                |
| ----------------------------------- | ----------------------------------- | --------------------------------- | --------------------------------- | --------------------------------- | --------------------------------- | --------------------------------- | --------------------------------- | --------------------------------- | --------------------------------- | --------------------------------- | --------------------------------- | --------------------------------- | ------------------------------------------------------------------------------- | -------------------- |
| 1993                                | "What Is Love"                      | 2                                 | 12                                | 1                                 | 1                                 | 1                                 | 1                                 | 1                                 | 2                                 | 1                                 | 2                                 | 11                                | - GER: Platina - AUS: Arany - AUT: Platina - SWE: Arany - UK: Arany - US: Arany | The Album            |
| 1993                                | "Life"                              | 2                                 | 34                                | 2                                 | 1                                 | 5                                 | 3                                 | 3                                 | 1                                 | 2                                 | 6                                 | 41                                | - GER: Platina - AUT: Arany - SWE: Arany                                        | The Album            |
| 1993                                | "I Miss You"                        | 18                                | 44                                | 11                                | 4                                 | 16                                | 13                                | 21                                | 36                                | 17                                | 9                                 | —                                 |                                                                                 | The Album            |
| 1994                                | "Rock My Heart"                     | 10                                | 83                                | 12                                | 4                                 | 11                                | 9                                 | 12                                | 17                                | 10                                | 9                                 | —                                 |                                                                                 | The Album            |
| 1994                                | "Stir It Up"                        | —                                 | —                                 | —                                 | —                                 | —                                 | —                                 | —                                 | —                                 | —                                 | —                                 | —                                 |                                                                                 | The Album            |
| 1995                                | "Fly Away"                          | 25                                | 230                               | 16                                | 1                                 | 23                                | 28                                | 9                                 | 14                                | 9                                 | 20                                | —                                 |                                                                                 | The Drive            |
| 1995                                | "Catch A Fire"                      | 38                                | —                                 | 30                                | 14                                | —                                 | —                                 | 17                                | —                                 | 20                                | 39                                | —                                 |                                                                                 | The Drive            |
| 1995                                | "Lover Be Thy Name"                 | 65                                | —                                 | —                                 | 17                                | —                                 | —                                 | —                                 | —                                 | —                                 | —                                 | —                                 |                                                                                 | The Drive            |
| 1997                                | "What About Me"                     | —                                 | —                                 | 24                                | —                                 | —                                 | —                                 | —                                 | —                                 | —                                 | —                                 | —                                 |                                                                                 | Let's Do It Now      |
| 1998                                | "Who Do You Love"                   | 93                                | —                                 | —                                 | —                                 | —                                 | —                                 | —                                 | —                                 | —                                 | —                                 | —                                 |                                                                                 | Let's Do It Now      |
| 1998                                | "You're Taking My Heart"            | —                                 | —                                 | —                                 | —                                 | —                                 | —                                 | —                                 | —                                 | —                                 | —                                 | —                                 |                                                                                 | Let's Do It Now      |
| 2001                                | "Deep"                              | —                                 | —                                 | —                                 | —                                 | —                                 | —                                 | —                                 | —                                 | —                                 | —                                 | —                                 |                                                                                 | My Face / Love Makes |
| 2002                                | "Love Makes"                        | 81                                | —                                 | —                                 | —                                 | —                                 | —                                 | —                                 | —                                 | —                                 | —                                 | —                                 |                                                                                 | My Face / Love Makes |
| 2003                                | "What Is Love Reloaded"             | 51                                | —                                 | 49                                | —                                 | —                                 | —                                 | 100                               | —                                 | —                                 | 92                                | —                                 |                                                                                 | N/A                  |
| 2005                                | "Spaceman"                          | 67                                | —                                 | —                                 | —                                 | —                                 | —                                 | —                                 | —                                 | —                                 | —                                 | —                                 |                                                                                 | Pop Splits           |
| 2007                                | "Follow Me"                         | —                                 | —                                 | —                                 | —                                 | —                                 | —                                 | —                                 | —                                 | —                                 | —                                 | —                                 |                                                                                 | N/A                  |
| 2008                                | "I Love 90's" (with Dr. Alban)      | —                                 | —                                 | —                                 | —                                 | —                                 | —                                 | —                                 | —                                 | —                                 | —                                 | —                                 |                                                                                 | N/A                  |
| 2009                                | "What Is Love 2k9" (with Klaas)     | 60                                | —                                 | 37                                | —                                 | 5                                 | —                                 | —                                 | 49                                | —                                 | —                                 | —                                 |                                                                                 | N/A                  |
| 2010                                | "You Gave Me Love"                  | —                                 | —                                 | —                                 | —                                 | —                                 | —                                 | —                                 | —                                 | —                                 | —                                 | —                                 |                                                                                 | N/A                  |
| 2012                                | "Up And Up" (with The Mad Stuntman) | —                                 | —                                 | —                                 | —                                 | —                                 | —                                 | —                                 | —                                 | —                                 | [ * 1 ]                           | —                                 |                                                                                 | N/A                  |
| "—" nem volt slágerlistás helyezés. |                                     |                                   |                                   |                                   |                                   |                                   |                                   |                                   |                                   |                                   |                                   |                                   |                                                                                 |                      |

## Külső hivatkozások
- Hivatalos oldal Archiválva 2020. július 3-i dátummal a Wayback Machine-ben (németül)